# Lundellska skolan
Lundellska skolan, även kallad "Skrapan", är en kommunal gymnasieskola i Uppsala. Skolan hette tidigare "Upsala Enskilda Läroverk".

## Historia
Lundellska skolan grundades 1892 under namnet Upsala Enskilda Läroverk med professor Johan August Lundell som främste tillskyndare. Enligt skolans egen historieskrivning övertogs de första klasserna från Schramska skolan. Denna skola var uppkallad efter adjunkt Erik Gustaf Schram, som gick under smeknamnet Skrapan, varigenom skolan erhöll sitt, än idag gällande, smeknamn.
Fram till år 1960 var skolan en privat skola då den förstatligades. I och med att läroverken avvecklades behövde gymnasieskolan byta namn. Som namnförslag fördes "Skrapan" fram men det officiella namn som antogs var "Lundellska läroverket", vilket motiveras av att professor Lundell varit verksam i skolan mellan åren 1892 och 1933.
Studentexamen gavs från 1901 till 1968. Realexamen uppges avlagt 1964 men också att realskolan avvecklades med början från 1961. 

## Byggnader
Skolan har vid flera tillfällen bytt lokalisering men smeknamnet Skrapan har hela tiden följt med. Skolan är nu belägen på Campus Polacksbacken, direkt granne med Ångströmlaboratoriet. Närheten till Ångströmlaboratoriet gjorde att Lundellska skolan som första gymnasium i Uppsala i samarbete med Universitetet erbjöd sina elever högskolekurser i matematik och fysik under gymnasietiden.

## Skrapans elevkår
Lundellska skolans elevkår är Uppsalas äldsta elevkår. En politisk och religiöst obunden organisation skapad av elever för elever. Elevkåren är fristående från skolan men verkar i skolans lokaler och i samhörighet med skolan. Skrapans elevkåren grundades 2006 och har sedan dess växt till att omfatta i det närmaste alla elever på skolan och var 2018–2019 Uppsalas största elevkår.
2018 nominerades Skrapan till Årets Elevkår.

## Utbildningar
- Samhällsvetenskap
  - Beteendevetenskap
  - Samhällsvetenskap internationalisering(SPIK)
- Naturvetenskap
  - Natur
  - Natur och samhälle
- Vård- och omsorg
  - Högskoleförberedande profil
  - Yrkesförberedande profil
- Ekonomi
  - Ekonomi
  - Juridik

- Teknik
  - Teknikvetenskap
  - Informations- och medieteknik

- Musikklasser
  - Inom samtliga ovanstående program

## Resursenheten
Lundellska skolan erbjuder även en Samhällsvetenskaplig utbildning speciellt utformad för individer med Asperger eller AST.

## Katte-Skrapankampen
Sedan 1975 är Enskilda Läroverket/Lundellska skolan den ena parten i en årlig idrottslig kamp mot Allmänna Läroverket/Katedralskolan. Det är en tillställning där elever från de båda skolorna tävlar mot varandra i diverse idrotter. Tävlingen ställdes in 2020–2021 på grund av Covid-19-pandemin.
| Nr      | År          | Vinnare  |
| ------- | ----------- | -------- |
| 1–23    | 1975–1997   | Katte    |
| 24–34   | 1998–2008   | Skrapan  |
| 35      | 2009        | Katte    |
| 36      | 2010        | Oavgjort |
| 37      | 2011        | Skrapan  |
| 38–45   | 2012–2019   | Katte    |
| 46 - 47 | 2022 - 2023 | Skrapan  |
| 48      | 2024        | Katte    |